# (37177) 2000 WC43
2000 WC43 (asteroide 37177) é um asteroide da cintura principal. Possui uma excentricidade de 0.03078370 e uma inclinação de 4.64864º.
Este asteroide foi descoberto no dia 21 de novembro de 2000 por LINEAR em Socorro.